# Disphragis remuria
Disphragis remuria är en fjärilsart som beskrevs av Druce 1898. Disphragis remuria ingår i släktet Disphragis och familjen tandspinnare. Inga underarter finns listade i Catalogue of Life.